# طواف إيطاليا 1980
طواف إيطاليا 1980 هو سباق دراجات هوائية أقيم في إيطاليا بتاريخ 15 مايو - 7 يونيو، تكون السباق من 22 مرحلة وامتدّ لمسافة 4025 كم بسرعة 35.897 كم/س، استغرق السباق 112 ساعة 08 دقيقة 20 ثانية. فاز به الفرنسي بيرنار إينو.

## الترتيب
| م                     | الدرّاج        | البلد   | الزمن                      |
| --------------------- | ------------- | ------- | -------------------------- |
| الفائز بالترتيب العام | بيرنار إينو   | فرنسا   | 112 ساعة 08 دقيقة 20 ثانية |
| حسب النقاط            | جوزيبي ساروني | إيطاليا | -                          |
| الترتيب المركب        | بيرنار إينو   | فرنسا   | -                          |